# India Wadsworth
Pour les articles homonymes, voir India et Wadsworth.
India Wadsworth est une actrice britannique née à Londres.

## Filmographie
- 2007 : Shoot on Sight : Zara Ali
- 2008 : Beautiful People (série télévisée) : la mannequin
- 2009 : Myths (série télévisée) : Chloris
- 2010 : Lip Service (série télévisée) : Ali
- 2011 : Les Arnaqueurs VIP (série télévisée) : Grace
- 2011 : Fresh Meat (série télévisée) : Kate
- 2011 : Beneath (court métrage)
- 2012 : 82 (court métrage) : Mrs. Walker
- 2012 : The Dark Knight Rises : la fille de Warlord
- 2012 : Me and Mrs Jones (série télévisée) : Amy
- 2012 : One Year On (court métrage) : Amy
- 2012 : Captain Planet 4 (court métrage) : la femme fatale
- 2012 : The Absence of Strangers : Emmy Linkous
- 2013 : Wooden Hills (court métrage) : la femme
- 2016 : Counter Clockwise : la mannequi raciste, l'actrice
- 2017 : L.A. Rush (Once Upon a Time in Venice) : Astrid
- 2018 : My Reality : Elizabeth Stone
- 2018 : Geeks : April